# Galeicles
Galeicles is een geslacht van rechtvleugeligen uit de familie Thericleidae. De wetenschappelijke naam van dit geslacht is voor het eerst geldig gepubliceerd in 1977 door Descamps.

## Soorten
Het geslacht Galeicles omvat de volgende soorten:
- Galeicles kooymani Popov, 1996
- Galeicles parvulus Descamps, 1977
- Galeicles teocchii Descamps, 1977